# Meester van de Berry-Apocalyps

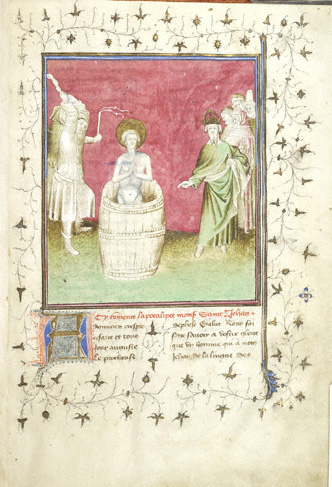
Berry Apocalyps f1r, Marteling van Johannes

De Meester van de Berry-Apocalyps is de noodnaam voor een Franse miniaturist die actief was tussen 1408 en 1420 in Parijs. Hij kreeg zijn noodnaam van Millard Meiss naar een Apocalyps in het Frans, die hij maakte voor Jean de France, hertog van Berry omstreeks 1410, die nu bewaard wordt in de Pierpont Morgan Library in New York met signatuur M. 133. Meiss wees naast de Apocalyps nog 11 andere werken aan deze kunstenaar toe en 34 andere aan zijn atelier. 
Deze meester werkte af en toe samen met de Boëthius-meester. Die laatste zou zijn werk nagemaakt hebben.

## Stijlkenmerken
Zijn Apocalyps wijkt sterk af in iconografie en interpretatie van de tekst van vroegere Apocalyps-handschriften. Ook zijn stijl verschilde sterk van andere miniaturisten werkzaam in Parijs in het begin van de 15e eeuw. Zijn miniaturen lijken snel geschetst en hij gebruikt bleke, koude kleuren. De hemel is afgebeeld met enkele stroken blauw en in zijn eenvoudige landschappen is er nauwelijks achtergrond te bekennen.